# マイフェアボーイ
『マイフェアボーイ』は、TBS系列「愛の劇場」枠で2007年6月4日〜7月13日の毎週月曜日〜金曜日13:00〜13:30（JST）に放送された昼ドラマである。全30回。

## 概要
主演・熊谷真実。映画『マイ・フェア・レディ』の男性版の位置付け。また2006年の第19回JUNONスーパーボーイ・コンテストでマイフェアボーイ賞を受賞した久保翔が親友役で共演する。

## あらすじ
いつも前向きで元気いっぱいな世話好き主婦のあおい（熊谷真実）が、ある日ふとした出来事がきっかけで出会った、大学時代の親友の忘れ形見・優一（山本裕典）を、内気な青年から一人前の大人の男へ変身させていくハートフルコメディ。

## キャスト
- 岡崎あおい - 熊谷真実
- 上原優一 - 山本裕典
- 岡崎和彦 - 中本賢
- 山田幸子 - 小川菜摘
- 松沢史郎 - 野々村真
- 中川ルミ - 通山愛里
- 八王子信之介 - 久保翔（新人）
- 岡崎ちづる - 松元環季 （子役）
- 土橋駿 - 小倉史也 （子役）
- 市原部長　‐　沼崎悠
- 八王子辰男 - 冨家規政
- 八王子信子 - 麻丘めぐみ
- 岡崎淑江 - 松原智恵子　　ほか

## スタッフ
- 脚本 - 田辺満、川嶋澄乃
- 演出 - 富田勝典、松村聖治、堀英樹、山田光広
- 企画 - 橋本孝、高野阿弥子
- プロデューサー - 吉川厚志
- 音楽 - 羽岡佳
- 技術 - 金沢賢昌
- カメラ - 布川潤一
- 照明 - 米川史朗
- 音声 - 関川力央
- VE - 塩津亮児
- 選曲効果 - 山本文勝
- 編集 - 大塚民生
- MA - 武藤康一
- 美術プロデューサー - 芝田正
- 美術デザイン - 清水袈裟寿
- 美術制作 - 斎藤幸雄
- 装置 - 大森俊也
- 装飾 - 長房純
- 衣裳 - 君和田悦子
- メイク - 桂木智子
- 持道具 - 森香菜子
- 番組宣伝 - 安倍由美
- AP - 内田誠
- 記録 - 土屋真由美
- 制作担当 - 鈴木哲
- 演出補 - 山田光広
- 協力 - フォーチュン、アックス、AVC、日音、緑山スタジオ・シティ
- 製作 - TBS、ドリマックス・テレビジョン

## 主題歌
- 『ゼロ』

作詞・作曲：Fayray/編曲：Fayray、Dougie Bowne/歌：Fayray（R and C Ltd.）